# Hřešice
Hřešice (Duits: Reschitz of Reschitz in Böhmen) is een Tsjechische plaats in de gemeente Pozdeň in de regio Midden-Bohemen en maakt deel uit van het district Kladno. Het dorp ligt op 12 km afstand van Slaný.
Hřešice telt 112 inwoners (2021).

## Geschiedenis
De eerste schriftelijke vermelding van Hřešice dateert van 1266, toen vladyk Budislav vermeld werd. In 1362 werd provoost Záviš z Račiněvsi als eigenaar genoemd. Het is niet bekend of Záviš het hele dorp of slechts een deel ervan bezat. Het dorp was in die tijd een vesting. In de tweede helft van de 14e eeuw kwam het in handen van Petřík z Hostivař. Petřík had geen kinderen om het dorp in nalatenschap aan te geven, dus gaf hij het in onderpand aan Vítek z Hostivař, Mařík en diens broer Chotěbor, pastoor in Kolovraty. Vítek, Mařík en Chotěbor namen het dorp twee jaar later over.
De Praagse burggraaf Vykéř probeerde Hřešice vervolgens in handen te krijgen, maar Chotěbor kon gemakkelijk bewijzen dat het dorp in eigendom van hem en zijn metgezellen was. De vesting verdween waarschijnlijk in de 15e eeuw, op zijn laatst in 1535-1540, toen Václav Kekule van Stradonice het dorp verkocht aan Jetřich Reichl van Reich. De precieze locatie van de voormalige vesting is onbekend, maar Tsjechisch publicist Ferdinand Velc verklaarde dat de vesting ook een brouwerij omvatte, waarvan de restanten van de kelder nog terug te vinden zijn op het erf van het huidige huis 12.
Sinds 1960 is Hřešice onderdeel van de gemeente Pozdeň binnen het district Kladno.

## Verkeer en vervoer

### Autowegen
Weg II/237 loopt door de gemeente en verbindt Hřešice met Rakovník, Nové Strašecí, Třebíz en Peruc.

### Spoorlijnen
Er is geen spoorlijn of station binnen de gemeente. Het dichtstbijzijnde station is Klobuky v Čechách, op ongeveer 8 km afstand. Dat station is gelegen aan spoorlijn 110 Kralupy nad Vltavou - Slaný - Louny.

### Buslijnen
Er zijn twee bushaltes in het dorp: Pozdeň, Hřešice en Pozdeň, Hřešice (rybník). Beide haltes worden bediend door lijn 588 Slaný - Milý van vervoerder ČSAD Slaný.

## Bezienswaardigheden
- Dorpskapel;
- Schrijn op een heuvel.

## Galerij

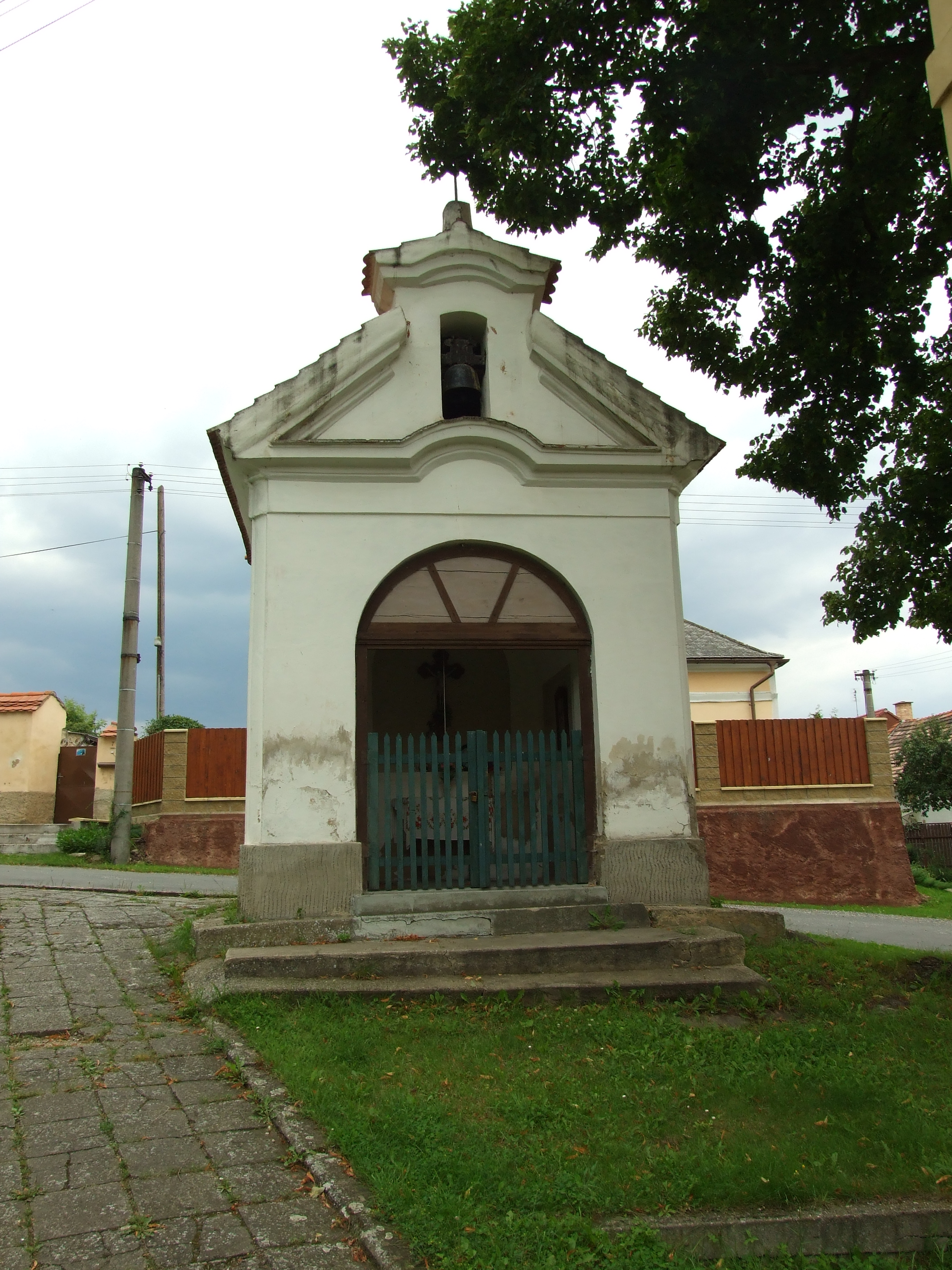
Dorpskapel
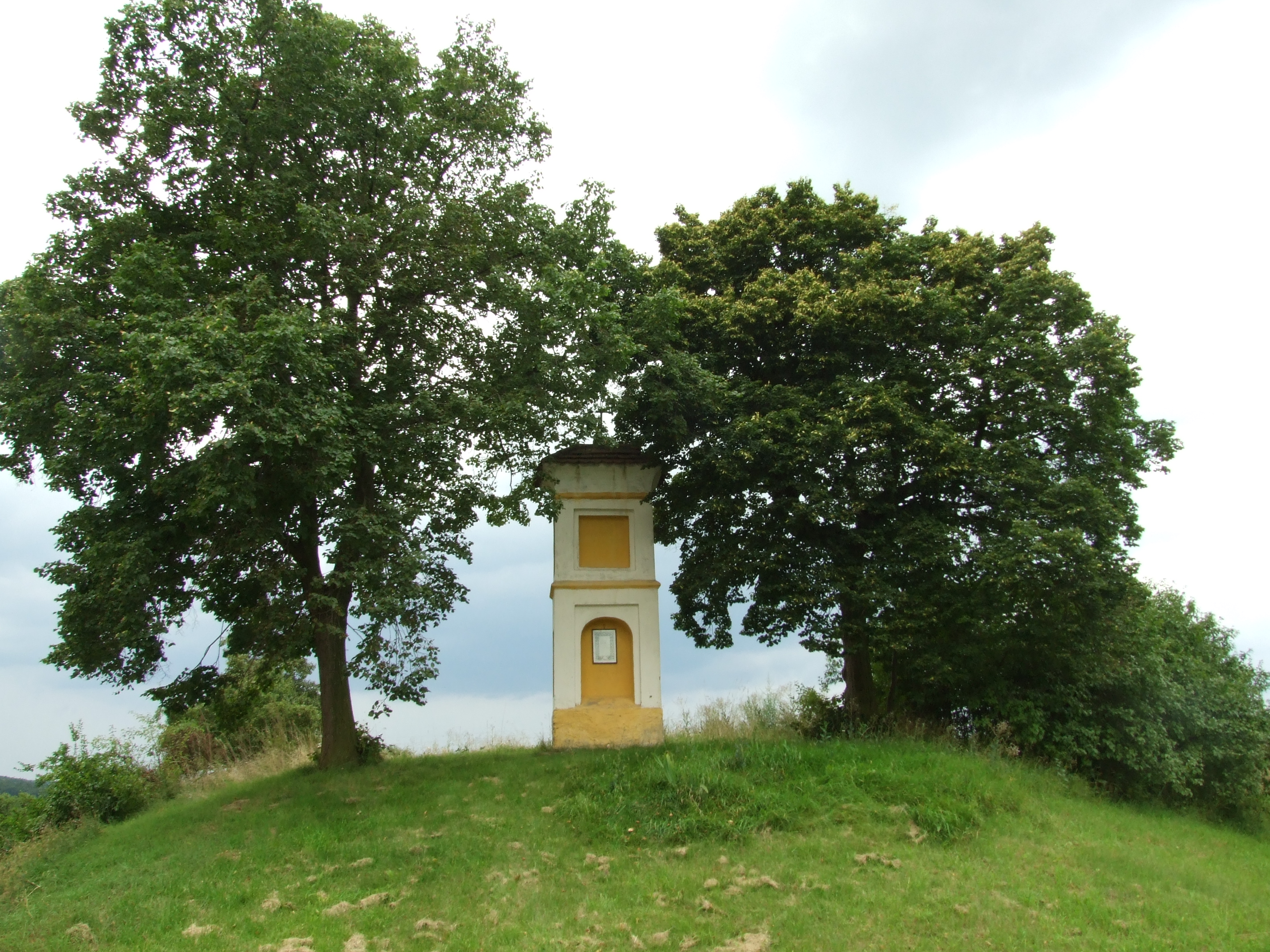
Schrijn op een heuvel
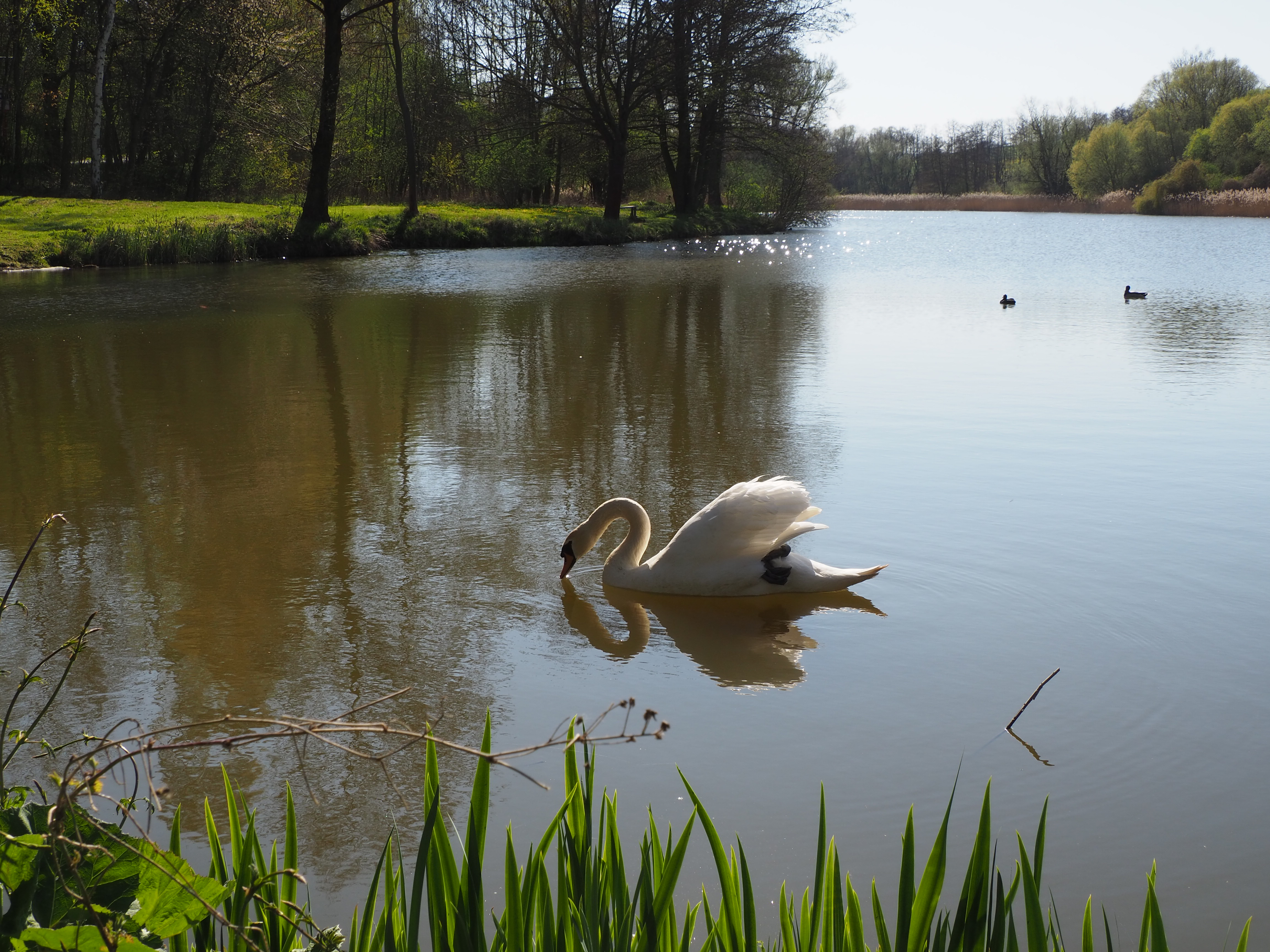
Dorpsvijver
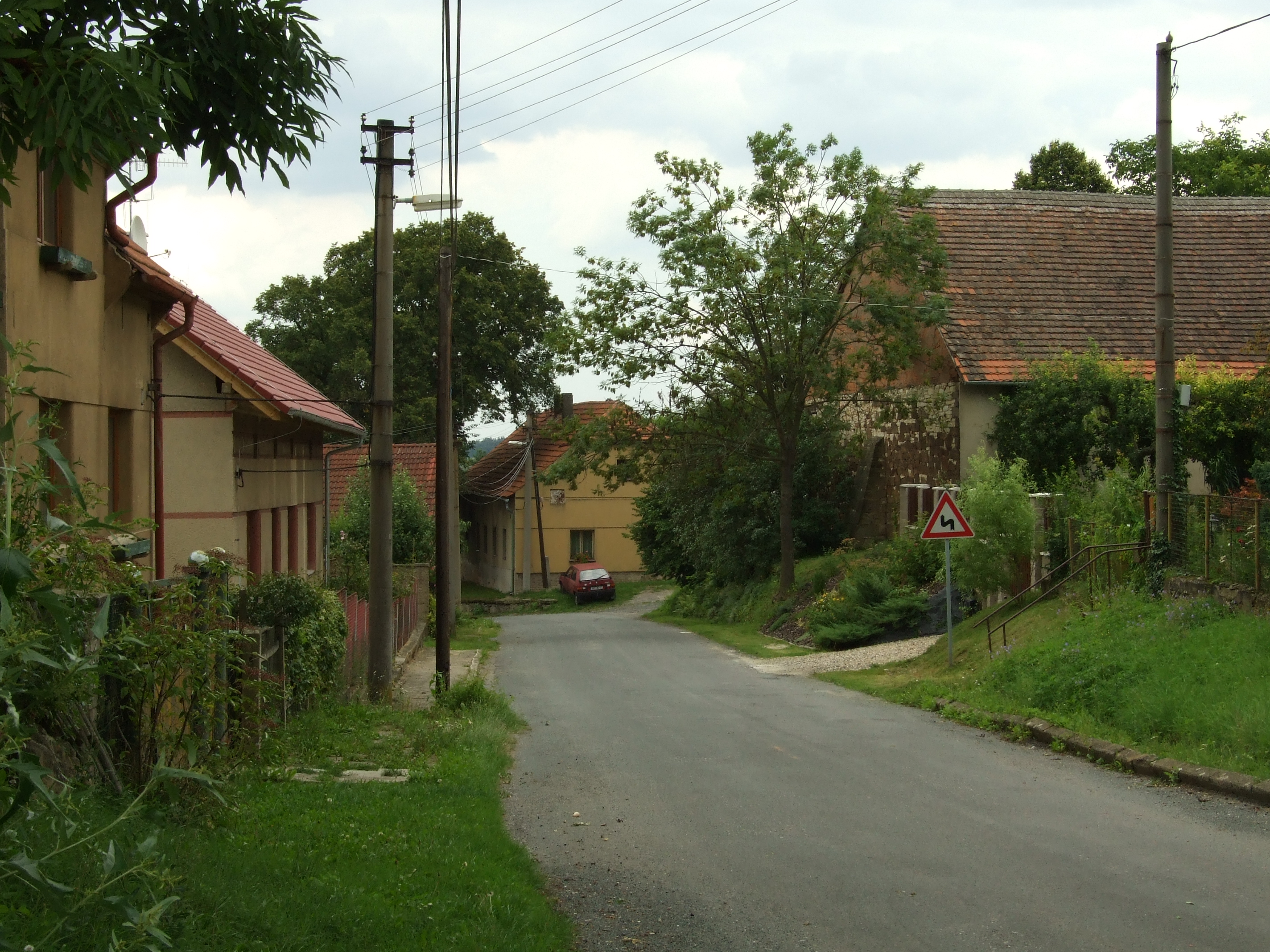
Straat in Hřešice
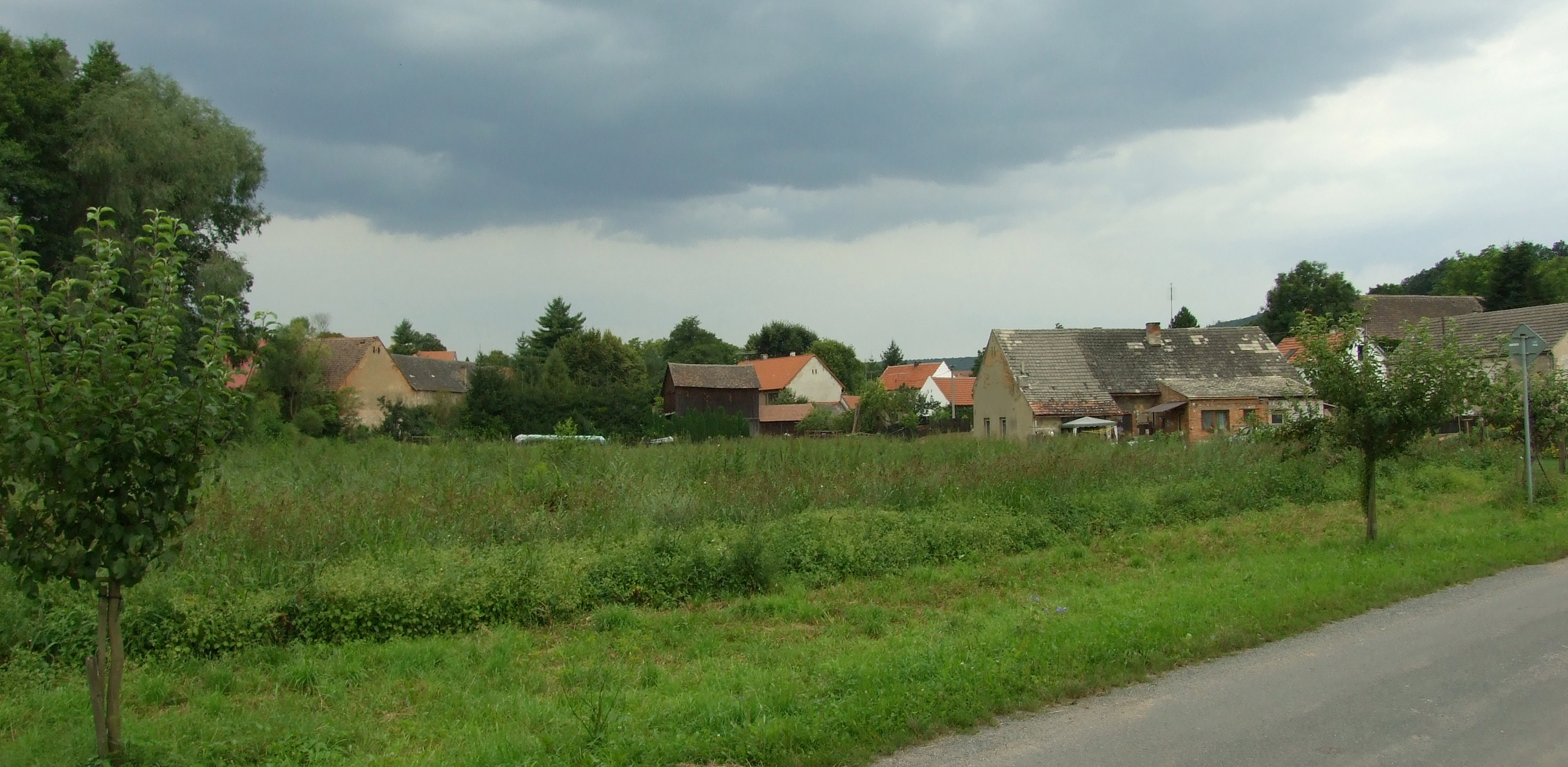
Weg nabij het dorp